# Đội trống cổ động (phim)
Đội trống cổ động (tiếng Anh: Drumline) là phim âm nhạc Mỹ 2002 của đạo diễn Charles Stone III. Phim được viết kịch bản bởi Tina Gordon Chism và Shawn Schepps.
Phim đạt doanh thu khoảng $56 triệu tại Mỹ và $1.2 triệu ở một vài thị trường nước ngoài.

## Phân vai
- Nick Cannon vai Devon Miles
- Zoe Saldana vai Laila
- Orlando Jones vai Dr. James Lee
- Leonard Roberts vai Sean Taylor
- GQ vai Jayson Flore
- J. Anthony Brown vai Mr. Wade
- Candace Carey vai Diedre
- Von Coulter vai Ray Miles
- Angela E. Gibbs vai Dorothy Miles
- Brandon Hirsch vai Buck Wild
- Afemo Omilami vai President Wagner
- Earl C. Poitier vai Charles
- Shay Roundtree vai Big Rob
- Jason Weaver vai Ernest
- Omar Dorsey vai James
- Stuart Scott
- Petey Pablo